# Multiclet
ОАО «Мультиклет» (MultiClet Corporation) — российская компания, занимающаяся разработкой, производством и выводом на рынок отказоустойчивых DSP-процессоров, используемых как процессоры общего назначения, спроектированных на базе MIMD-архитектуры, получившей название «мультиклеточной».
Автором синпьютерной архитектуры является Николай Стрельцов, термин «multiclet» позже ввёл Борис Зырянов. «За разработку и внедрение мультиклеточных процессоров, построенных на базе высокопроизводительных процессорных ядер с принципиально новой архитектурой и минимальным энергопотреблением», Борис Зырянов (член-корреспондент Академии Инженерных наук им. А. М. Прохорова) и Николай Стрельцов были удостоены премии — Золотой медали им. профессора А. С. Попова Уральского отделения Академии инженерных наук Российской Федерации им. А. М. Прохорова — партнёре фонда «Инновационные технологии» Бориса Зырянова. (не путать с Золотая медаль имени А. С. Попова, выдаваемой РАН).
В 2022 году компания была включена в санкционные списки США на фоне вторжения России на Украину, с 2023 года под санкциями Канады.

## История компании
- 2001 — в Уральской архитектурной лаборатории, основным владельцем которой был Борис Зырянов[10], началась работа[4] по созданию прототипа мультиклеточного процессора, получившего название синпьютер. Автором разработки стал Николай Стрельцов, работавший в то время (2001—2004 года) в российском отделении компании SYCS ApS(Denmark) главным конструктором[10].
- 2003 — в марте синпьютер был представлен от имени Коппенгагенского стартапа «SYCS ApS — Synergetic Computing Systems A/S»[11].На ежегодной международной конференции по цифровой обработке сигналов «International Signal Processing Conference» (ISPC) в Далласе (США; 31 марта-3 апреля).[12] Работа получила приз «Лучший продукт года»[13]
- 2006 — проект мультиклеточной архитектуры стал победителем московского конкурса русских инноваций в номинации «Белая книга» как инновационный проект, имеющий прорывной характер.
- 2008 — Стрельцов предоставил на рассмотрение фонда «Инновационные технологии», возглавляемого Борисом Зыряновым, проект по созданию процессоров с принципиально новой архитектурой. Руководством Фонда было принято решение о помощи в развитии проекта.[14]
- 2009 — прототип мультиклеточного процессора был представлен на выставках IT-технологий и нанотехнологий — Женевском салоне инноваций(Salon international des inventions de Geneve) и СоюзПромЭкспо — партнёрах фонда «Инновационные технологии»[7].
- 2010 — создана корпорация[13] «Мультиклет» на основе объединения интеллектуальной собственности Уральской архитектурной лаборатории и фонда «Инновационные технологии». Возглавил компанию Борис Зырянов, должность технического директора занял Николай Стрельцов.[15]
- 2012 — Первая опытная партия 4-клеточных процессоров Мультиклет P1 в количестве 3 тыс. штук создана по технологии 180 нм. В её разработке участвовал дизайн-центр «Цифровые решения», непосредственно производством пластин занималась компания Silterra[16].
- 2014 — Первый 4-клеточный процессор Мультиклет R1 с динамической реконфигурацией клеток[17] . Специалистами компании «Виршке»[18] разработан первый серийный продукт на основе мультиклеточного процессора — принтер для горячего тиснения фольгой. Специалистами компании «Мультиклет» было разработано устройство для защиты информации Key_P1[19] .
- 2024 — «Мультиклет» планирует построить в Свердловской области завод по производству микропроцессоров RISC-V.[20]

## Деятельность
Компания разрабатывает продукты для:
- космическое, авиационное и бортовое оборудование;
- общепромышленное применение;
- специальные приложения на FPGA(спецтехника);
- автомобильная электроника(«интеллектуальные» бортовые системы для автомобилей);
- настольные суперкомпьютеры терафлопного класса;
- траст-процессоры «Антихакер» для банковских приложений;
- приёмники СНС ГЛОНАСС/GPS/Galileo;
- аудиопроцессоры;
- 3D телевидение;
- мобильная и видео-связь.

Компания организована по принципу «бесфабричная компания» с головным офисом в Екатеринбурге.
Компания «Мультиклет» является резидентом «Инновационного центра Сколково» с проектом по созданию процессоров с мультиклеточной архитектурой.